# Stoewer Sedina
Stoewer Sedina – samochód produkowany w szczecińskiej wytwórni Stettiner Eisenwerk w latach 1937–1940. Bernard Stoewer, założyciel powstałych w 1896 r. zakładów Stettiner Eisenwerk, przekazał trzy lata później swoim synom część zakładów, aby mogli spełnić swoje marzenia o budowaniu pojazdów. Stoewer zaliczał się do nielicznych producentów samochodów, którzy przetrwali w latach trzydziestych światowy kryzys ekonomiczny, mimo iż nie produkował on dużej liczby samochodów. Budowane w różnych wersjach modele Sedina i Arkona były ostatnimi cywilnymi pojazdami firmy Stoewer przed przestawieniem się na produkcję zbrojeniową. Wyglądowo modele te nie różniły się prawie od siebie – Sedina miała silnik czterocylindrowy, a Arkona sześciocylindrowy silnik o pojemności 3,6 litra.

## Dodatkowe informacje o Stoewerze Sedinie
- Pojemność/liczba cylindrów: 2405 cm³/4 cyl.
- KM/kW: 55/40,3
- Liczba wyprodukowanych aut: około 980